# Buskmyrtörnskata
Buskmyrtörnskata (Thamnophilus caerulescens) är en fågel i familjen myrfåglar inom ordningen tättingar.

## Utseende och läte
Buskmyrtörnskatan är en liten myrtörnskata med geografiskt kraftigt varierande fjäderdräkt, därav det engelska namnet Variable Antshrike. Typiska hanar är mörkgrå med mörk hjässa, vita vingtäckare och en vitspetsad stjärt. Bestånd i Anderna är istället svarta ovan och svarta eller tvärbandade under. Honan är rostbrun, vanligen med väl synliga fläckade vingband. Den ljudliga sången består av en snabb serier med sju toner, "ka-ka-ka-ka-ka-ka-ka".

## Utbredning och systematik
Buskmyrtörnskatan delas in i åtta underarter med följande utbredning:
- Thamnophilus caerulescens melanochrous – Andernas östsluttning i Peru (Amazonas söder om Río Marañón till norra Puno).
- Thamnophilus caerulescens aspersiventer – sydöstra Peru (Puno) till västra och centrala Bolivia (departementen La Paz och Cochabamba).
- Thamnophilus caerulescens dinellii – centrala och södra Bolivia till nordvästra Argentina.
- Thamnophilus caerulescens paraguayensis – sydöstra Bolivia, norra Paraguay och södra Brasilien (Mato Grosso do Sul).
- Thamnophilus caerulescens gilvigaster– sydostligaste Brasilien, Uruguay och nordöstra Argentina.
- Thamnophilus caerulescens caerulescens – sydöstra Brasilien (Minas Gerais) till sydöstra Paraguay och nordöstra Argentina.
- Thamnophilus caerulescens ochraceiventer – östra till centrala Brasilien (södra Tocantins, Goiás, Distrito Federal, södra och centrala Bahia).
- Thamnophilus caerulescens cearensis – nordöstra Brasilien (Ceará, Pernambuco och Alagoas).

## Status och hot
Arten har ett stort utbredningsområde, men tros minska i antal, dock inte tillräckligt kraftigt för att den ska betraktas som hotad. Internationella naturvårdsunionen IUCN listar arten som livskraftig (LC).